# Théopaschisme
« Théopaschisme » est un mot d'origine grecque venant de theos, « dieu », et paskhein, « subir », « endurer », « souffrir ». Il vient en fait de la phrase « Theos paskhei » qui signifie « Dieu est affecté », ou « subit des épreuves, des altérations », ou plus précisément « Dieu souffre ». Il a désigné la conséquence paradoxale tirée par certains théologiens de la doctrine chrétienne de l'Incarnation de Dieu : Dieu fait homme subit-il, comme tel, toutes les épreuves de la condition humaine (souffrance, mort, etc.) ? Si l'anthropopaschisme (affirmation que l'homme Jésus a souffert) n'a jamais soulevé de question théologique, le théopaschisme qui s'est développé dans le contexte des controverses christologiques pré-chalcédoniennes (avec notamment doctrine christologique non orthodoxe du monophysisme qui privilégie la seule nature divine du Christ) a dû livrer bataille pour s'imposer en se démarquant du patripassianisme. La question s'est posée aussi si, tout en professant qu'il y a en Jésus-Christ deux « natures » distinctes et non confondues (la nature divine et la nature humaine), on admet la « communication des idiomes » (c'est-à-dire le fait que, Jésus étant néanmoins une seule « personne », on peut attribuer les particularités, idiomata, de chaque « nature » à l'autre « nature ») : c'est en ce sens que, sur un autre terrain théologique, le concile d'Éphèse (431) proclama la Vierge Marie Mère de Dieu (Théotokos).
Le théopaschisme est imputé par erreur à Cyrille d'Alexandrie, dont se réclament, en exagérant parfois certaines données de sa christologie, à la fois les monophysites et les dyophysites partisans de la « communication des idiomes ». Le nom de « théopaschites » fut d'abord attribué à des moines de la ville de Tomes (actuelle Constanţa, en Roumanie), appelés les « moines scythes », qui reprirent à partir de 513 la définition suivante de la crucifixion du Christ, déjà traditionnelle chez les monophysites de Syrie : « Unus ex Trinitate crucifixus est » (ou « passus est »), c'est-à-dire « Un de la Trinité (divine) a été crucifié » (ou « a subi la Passion »). Cette formule fut reprise dès 520 dans une profession de foi officielle adoptée par l'empereur Justin Ier (et son neveu Justinien). Déjà auparavant le patriarche d'Antioche Pierre le Foulon (471-488), fervent cyrillien, avait ajouté dans la prière du Trisagion l'interpolation « [Dieu], qui a été crucifié pour nous » ; cette addition fut adoptée officiellement dans la basilique Sainte-Sophie en 512, sous l'empereur Anastase qui était à titre personnel monophysite.
Ainsi, suivant les « théopaschites », le dogme de l'Incarnation signifie que tout ce que Jésus-Christ a subi en tant qu'homme (notamment sa « passion » et sa mort sur la croix) peut être attribué aussi à sa nature divine, qui n'est donc plus immuable et « impassible » selon la conception traditionnelle de la Divinité. Cette compréhension du dogme a été dénoncée par d'autres théologiens chrétiens dyophysites, qui professent la distinction nette et la non-confusion des « natures » en Jésus-Christ : c'était notamment le cas des nestoriens.    
Certains courants de la philosophie moderne sont d'un certain point de vue « théopaschistes » (Hegel, Friedrich Nietzsche, Simone Weil, ...).